# Tulsi Gabbard
Tulsi Gabbard (n. 12 aprilie 1981, Leloaloa⁠(d), Samoa Americană, SUA) este un politician și ofițer militar american, al 8-lea director al informațiilor naționale (DNI) din 2025. Ea deține gradul de locotenent-colonel în Rezerva Armatei SUA din 2021 și a servit anterior în Camera Reprezentanților SUA din partea districtului congresional 2 Hawaii din 2013 până în 2021. Fostă democrată, ea s-a alăturat Partidului Republican în 2024. Gabbard a fost cel mai tânăr legislator de stat din Hawaii între 2002 și 2004.
Gabbard s-a alăturat Gărzii Naționale a Armatei din Hawaii în 2003 și a fost trimisă în Irak din 2004 până în 2005, unde a lucrat ca specialist în unitatea medicală și a primit Insigna Medicală de Luptă. În 2007, Gabbard a finalizat programul de formare a ofițerilor la Academia Militară din Alabama. Ea a mers în Kuweit în 2008 ca ofițer de poliție militară. În 2015, în timp ce slujea și în Congres, Gabbard a devenit maior al Gardei Naționale a Armatei din Hawaii. În 2020, s-a transferat în Rezerva Armatei SUA și a fost promovată la gradul de locotenent-colonel în 2021.

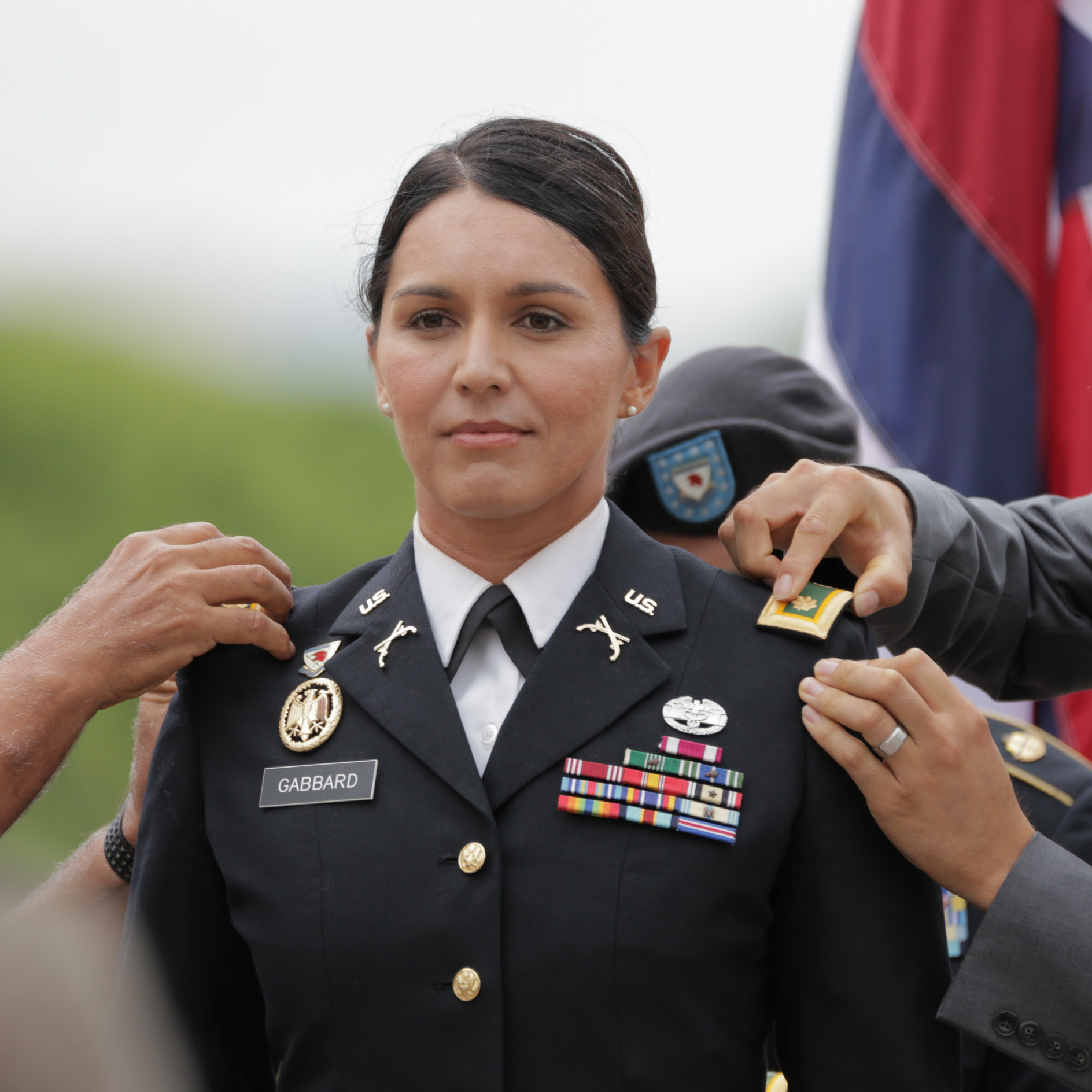
Gabbard la ceremonia de promovare a sa ca maior din 12 octombrie 2015.

În 2012, Gabbard a fost aleasă în Camera Reprezentanților SUA din partea districtului congresional 2 Hawaii. Ea a devenit prima americană samoană și hindu-americană care a servit în Congresul SUA. În timpul mandatului său în Congres, ea a făcut parte din Comitetul Camerei pentru Servicii Armate (HASC), unde a prezentat mai multe proiecte de lege legate de problemele veteranilor. Gabbard a făcut parte și din Comisia Camerei pentru Afaceri Externe. Ea a susținut acțiuni dure împotriva extremismului islamic în timp ce a argumentat împotriva intervenției militare în războiul civil sirian. În al patrulea mandat, Gabbard a făcut parte din Subcomitetul HASC pentru Informații, care a supravegheat informațiile militare și contraterorismul.
Gabbard și-a lansat campania prezidențială din 2020, cu o platformă anti-intervenționistă și populistă, dar a renunțat și l-a susținut pe Joe Biden în martie 2020. Anterior, ea a ocupat și funcția de vicepreședinte al Comitetului Național Democrat (DNC) din 2013 până în 2016, dar a demisionat pentru a-l susține pe Bernie Sanders pentru nominalizarea prezidențială democrată. După plecarea ei din Congres în 2021, Gabbard a luat poziții mai conservatoare în probleme precum avortul, politica externă, drepturile LGBTQ și securitatea frontierei. Ea a părăsit Partidul Democrat în 2022.
În 2024, Gabbard l-a susținut pe Donald Trump pentru alegerile prezidențiale și s-a alăturat Partidului Republican mai târziu în acel an. După ce Trump a nominalizat-o pe Gabbard pentru DNI, declarațiile ei anterioare despre Siria și invazia rusă a Ucrainei au atras atenție și îngrijorare. Mulți veterani și republicani au apărat dosarul lui Gabbard, remarcând serviciul ei militar și experiența în Congres. În februarie 2025, ea a fost confirmată de Senat, devenind cel mai înalt oficial oficial al guvernului american din Insulele Pacificului din istoria SUA.

## Declarații
Într-un interviu pentru Fox News Sunday a declarat: „Am auzit foarte clar în timpul discursului vicepreședintelui Vance de la München, diferite exemple despre modul în care acești parteneri europeni și aliați de lungă durată, în multe cazuri, implementează de fapt politici care subminează democrația, ceea ce arată că nu cred de fapt în vocile oamenilor care sunt auziți și pun în aplicare politici anti-libertate. Vedem asta în Marea Britanie [sau la] alegerile din România”.